# Spaces (Album)
Spaces ist ein frühes Rockjazz-Album von Larry Coryell, das Ende 1969 aufgenommen wurde und eine erste Zusammenarbeit mit John McLaughlin darstellt.

## Geschichte des Albums
Larry Coryell hatte 1969 zwei Fusion-Alben unter eigenem Namen aufgenommen. Im selben Jahr saß er als Zuschauer in Count Basies Nachtclub, um dort Tony Williams Band Lifetime zu hören, zu der noch John McLaughlin und Larry Young gehörten. Coryell hatte den britischen Gitarristen noch nicht gehört. Dreißig Sekunden, nachdem McLaughlin sein erstes Solo begonnen hatte, drehte sich Coryell zu seiner Frau und sagte zu ihr: „Das ist der beste Gitarrist, den ich je gehört habe.“ Kurz darauf lud Coryell McLaughlin zu gemeinsamen Aufnahmen ins Studio ein; dabei war mit Miroslav Vitouš, Billy Cobham und (für ein Stück) Chick Corea „eine veritable Supergroup“ des gerade entstehenden Fusionjazz.
„Vorbereitet hatten Larry und John gemeinsam allerdings nichts, und das hört man halb irritiert und halb fasziniert. Und so klingen gute Teile von Spaces wie eine Session von Leuten, die ziemlich viel Zeit zum Vorglühen brauchen. Vitous, der allenthalben gefeierte Star des E-Bass, schabt auf seinem Bass herum, als führe er zum ersten Mal in seinem Leben einen Bogen über dicke Saiten. Coryell springt noch im Sekundentakt zwischen akustischer und elektrischer Gitarre hin und her, bevor er bei Letzterer bleibt, und beide Gitarristen wirken hier und da, als wollten sie unbedingt vermeiden, wie in ein und der selben Tonart zu spielen.“

## Die Musik des Albums
Nur das Titelstück, in dem Coryell das erste Solo spielt (rechter Kanal), beruht auf Rockrhythmen. Nach einigen „mörderischen Arpeggio-Läufen“ übernimmt McLaughlin. „Anbetracht des rasanten Tempos ist ihre harmonische und ergänzende Spielweise verblüffend.“
Anders als bei frühen Fusion-Alben üblich wird aber für zwei Stücke auch auf das klassische Jazz-Repertoire zurückgegriffen. In Rene’s Theme, einer hier mit neuen Titel versehenen Komposition des belgischen Gitarristen René Thomas, spielen Coryell und McLaughlin auf akustischen Gitarren im Duett; das erste Solo spielt McLaughlin (linker Kanal). Das Stück ist, so bemerkte bereits Robert Palmer für den Rolling Stone „wohl der absolute Höhepunkt dieser Platte.“ Die Gitarristen greifen dabei auf die akustischen Gitarren zurück und spielen im Stil Django Reinhardts. „Mit antreibenden Rhythmen“ im Stil des Hot Club de France und „schnellen Soli können sie voll überzeugen“.
In Gloria’s Step, das Bassist Scott LaFaro geschrieben und in der Zusammenarbeit mit Bill Evans bekannt gemacht hatte, wird Bassist Miroslav Vitouš herausgestellt, der hier „sein ganzes Können“ demonstriert. „Sein Baßspiel gleicht einmal dem vollen Sound eines Saxophones der Ayler-Schule, und zum anderen dem eines verrückten Zigeuner-Geigers.“
In Wrong Is Right wirken die beiden Gitarristen mit der Rhythmusgruppe. „Coryell bedient sich häufiger schneller, mitreißender Passagen, dagegen bevorzugt McLaughlin tiefgreifende Ergänzungen, die sich in ihrer Harmonie zu einem Gefüge ausbilden; aber trotzdem verstehen es beide sich zeitweise in den charakteristischen Stil des anderen einzufügen.“ In Chris spielt der nur hier zu hörende Pianist „den offenen und fließenden Corea-Sound,“ der den atmosphärischen Hintergrund für ein reichhaltiges Gitarrensolo abgibt. Am Ende entlässt Coryell die Hörer mit einem kurzen Solostück New Year’s Day in Los Angeles – 1968.

## Titelliste
1. Spaces (Infinite) (Julie Coryell) 9:16
2. Rene’s Theme (René Thomas) 4:06
3. Gloria’s Step (Scott LaFaro) 4:29
4. Wrong Is Right (Larry Coryell) 9:00
5. Chris (Julie Coryell) 9:31
6. New Year’s Day in Los Angeles – 1968 (Larry Coryell) 0:20

## Rezensionen
Bob Palmer urteilte 1971 für Rolling Stone: „Dies ist seit langer Zeit eines der schönsten und perfektesten Instrumental-Alben .... Die Musik ist hart und hypnotisch und das Zusammenspiel Coryells mit McLaughlin setzt ein nachahmenswertes Beispiel für viele Gitarristen.“ Scott Yanow schreibt für AllMusic (wo das Album vier von fünf Sternen erhielt): „Insgesamt hat die Musik ihre energetischen Momente, enthält aber auch lyrische Passagen, die in der Fusionmusik der 1970er Jahre häufig fehlen.“
„Spaces ist ein exzellentes Album des frühen Fusionjazz, das gerne übersehen wird“, heißt es in der Besprechung der Prog Review. Das Album sei zwar von der Spielhaltung eher ein Jazz- als ein Jazzrock-Album, aber die ineinander verflochtenen Improvisationen der beiden Gitarristen ließen das Album aus der Masse der Produktionen heraustreten. Sacha O’Grady meinte bei All About Jazz: „Es besteht kein Zweifel, dass Spaces in mehrfacher Hinsicht ein bahnbrechendes Album war. Bereits 1969/70 war offensichtlich etwas im Wasser, so als hätten sich alle fundamentalen Elemente des musikalischen Universums zusammengefunden, um immer komplexere Atome und Moleküle zu erschaffen, was dann Jazz Fusion bedeutete – eine Erschaffung neuer Welten, deren Möglichkeiten scheinbar endlos waren, selbst wenn sie ein Fragezeichen an den Zuhörer stellten, was das alles bedeutet.“
Alexander Schmitz vermerkt: „Solche Art von Duo-Spiel hatte es noch nicht gegeben, ganz einfach, weil es solche zwei Gitarristen noch nicht gegeben hatte. Und gitarristischer präsentiert hatte sich der Jazzrock auch noch nirgends – wobei man vermutlich auch heute noch darüber streiten kann, ob diese Spaces-Stücke wirklich noch Jazzrock waren oder nicht doch etwas, wofür es noch gar keinen Namen gab.“ Diese Platte jedenfalls sei der Nucleus, aus dem sich später Friday Night in San Francisco entwickelt habe.
Richard Cook und Brian Morton zeichneten das Album in The Penguin Guide to Jazz mit der zweithöchsten Note von 3½ Sternen aus und halten es für Coryells berühmtestes Album; „eine fließende, meditative Schallplatte mit einem festen Kern an Einfällen und einigem an beeindruckender Interaktion zwischen den beiden verschiedenen Gitarristen.“ Der Einbezug von Scott LaFaros Gloria’s Step und René Thomas’Rene’s Theme sei „ein deutliches Signal, dass dies nicht eine weitere Rockgruppe ist, sondern eine Formation in der Tradition des Modern Jazz“.